# .cz
.ac دامنه اینترنتی جمهوری چک است.